# Commission extraordinaire de l'État
La Commission extraordinaire de l'État dont le nom complet est Commission extraordinaire de l'État, chargée de l'instruction et de l'établissement des crimes des envahisseurs allemands-fascistes et de leurs complices et des dommages causés par eux aux citoyens, aux kolkhozes, aux associations de citoyens, aux entreprises publiques et aux institutions de l'URSS (en abrégé Tchégéka ou TchGK : ЧГК) est une commission de l'État de l'URSS de l'époque de la Seconde Guerre mondiale. La Commission extraordinaire de l'État (TchGK) fut instituée par un décret du Præsidium du Soviet suprême du 2 novembre 1942.
Le décret stipulait que relevaient de la Commission extraordinaire de l'État (TchGK) l' « inventaire complet des crimes et méfaits des nazis, des dommages causés par eux aux citoyens soviétiques, à l'état socialiste, l'établissement de l'imputabilité de ces crimes à des individus allemands-fascistes, à l'effet de les traduire en justice pour fixer leur châtiment ; l'unification et l'harmonisation de ces questions a déjà été menée par les organes de l'État soviétique ».
La Commission extraordinaire (TchGK) accorda le droit de charger, dans les règles, tel organe qui mènerait les enquêtes, procéderait aux interrogatoires, rassemblerait les preuves par le témoignage des victimes, les documents probants se rapportant aux actes criminels des occupants et de leurs collaborateurs sur le territoire de l'URSS, durant son occupation par les Allemands.
Les actes et les communications, rassemblées par la Commission extraordinaire d'État (TchGK), devinrent d'une grande importance au procès de Nuremberg.

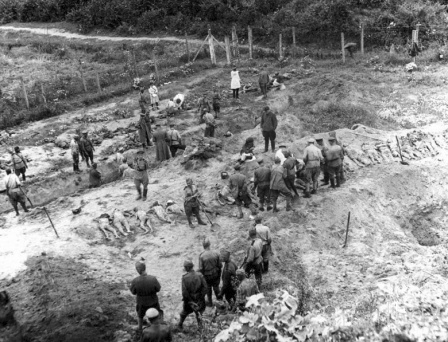
Site du camp nazi de Janowska (Ukraine) Lviv exploré par la Commission TchGK, 1944

## Situation de la Commission extraordinaire de l'État (TchGK)

### Buts et problèmes posés. Méthodes de recueil des informations
Le 16 mars 1943, fut ratifié le statut de la Commission d'état extraordinaire(TchGK), dans lequel il était précisé que ce TchGK recueillerait les données documentaires, les vérifierait et si nécessaire publierait les documents sur les crimes et les dommages matériels causés par les nazis ; que ce serait lui qui donnerait les instructions et les ordres relevant de sa compétence en ces matières. Il arriva que, dans des cas indispensables, le TchGK disposa d'un représentant dans les républiques de l'Union soviétique, mais celui-ci dépendait directement de lui. Il avait été prévu que, pour l'établissement des rapports, des représentants des soviets, des syndicats, des coopératives et d'autres organisations de travailleurs, d'employés, de kolkhoziens seraient consultés et participeraient à leur établissement.

### Composition
Président de la commission (TchGK)— président de l'union des syndicats Trade unions in the Soviet Union (en) (VTsSPS)(ВЦСПС) Nikolaï Chvernik
Membres de la commission:

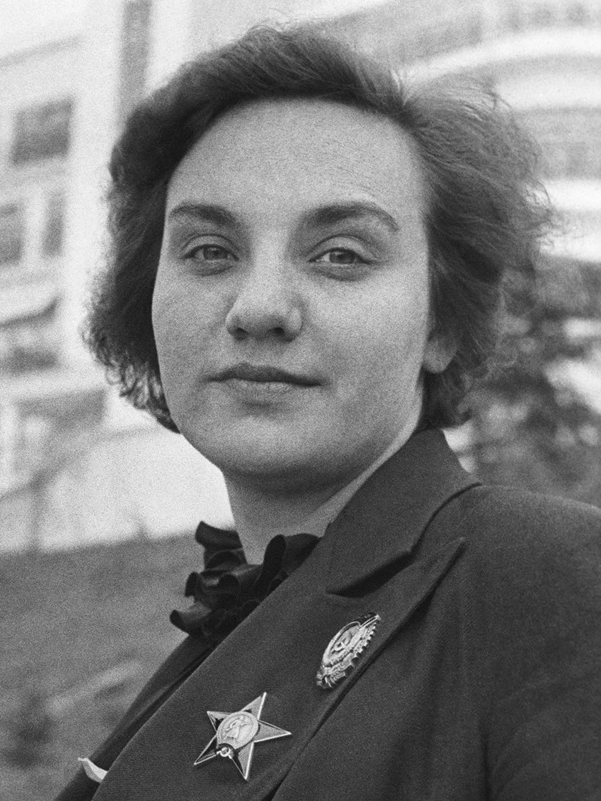
Valentina Grizodoubova, 1938

- Andreï Jdanov — membre actif du Parti communiste de l'Union soviétique, proche collaborateur de Staline.
- Alexis Nikolaïevitch Tolstoï — écrivain russe soviétique
- Yevgeny Tarle (en) — historien, de l'Académie des sciences de l'URSS
- Nikolaï Bourdenko — neurochirurgien, de l'Académie des sciences de l'URSS
- Boris Vedenyiev — ingénieur (hydraulique) de l'Académie des sciences de l'URSS
- Trofim Denissovitch Lyssenko — biologiste et agronome de l'Académie des sciences de l'URSS
- Ilya Traynine (ru) — juriste de l'Académie des sciences de l'URSS
- Valentina Grizodoubova — aviatrice, Héroïne de l'Union soviétique
- Nicholas (Yarushevich) Métropolite de Kiev et de Galicie.

### Composition du secrétariat
Pour la conduite des dossiers de la commission TchGK, différents départements furent créés au sein du secrétariat :
- Secrétaire exécutif ;
- Département pour l'inventaire des atrocités commises par les occupants et leurs complices contre des citoyens soviétiques ;
- Département pour l'inventaire des dommages causés aux Kolkhozes et aux Sovkhozes ;
- Département pour l'inventaire des dommages causés à l'industrie, au transport, aux Travaux publics et ouvrages d'art ;
- Département pour l'inventaire des dommages causés aux coopératives, aux syndicats et à d'autres associations ;
- Département pour l'inventaire des dommages causés à la culture, à la science, à la médecine, aux bâtiments, aux équipements et aux services des cultes religieux ;
- Département pour l'inventaire des dommages causés aux citoyens soviétiques ;
- Département de l'inspection ;
- Département des archives.

Le 3 avril 1943, l'existence juridique de la Commission extraordinaire (TchGK), fut officialisée. Elle comprenait 116 personnes et disposait d'un budget de 2 669 000 roubles.
Conformément aux dispositions du 16 mars 1943, des commissions locales furent également créées dans les républiques et les oblasts pour enquêter sur les crimes des fascistes allemands, qui agirent en collaboration étroite et sous la direction de la Commission extraordinaire (TchGK). Au début 1944, il existait 19 oblasts et républiques disposant de telles commissions.

## Action de la Commission

### Assistance à la Commission (TchGK)
Le TchGK se mit immédiatement au travail et rassembla une masse d'information et de preuves des crimes des envahisseurs nazis. La création de la commission se réalisa à la grande satisfaction de l'opinion publique, qui prit activement part au rassemblement de preuves et de matériaux relatifs aux crimes accomplis par les occupants nazis dans les territoires occupés. Beaucoup de citoyens soviétiques s'adressèrent à la commission, démontrant ainsi leur capacité d'apporter leur aide à celle-ci. Le 20 novembre 1943, le premier hiérarque de l'église orthodoxe Alexandre Vvedenski (leader religieux), s'adresse dans une lettre au président de la Commission, Nikolaï Chvernik, pour lui signaler qu'il était en possession de documents, prouvant les atrocités commises par les occupants en Ciscaucasie, et lui proposa de faire lui-même une communication personnelle à ce sujet.Nikolaï Chvernik, ancien combattant écrivit: « La création de la Commission extraordinaire de l'État a apporté à tous une grande satisfaction, car c'est notre gouvernement lui-même qui a déclaré publiquement que pas un seul méfait ne resterait sans châtiment».

### Proportion et méthodologie du travail de la Commission (TchGK)

#### Vue d'ensemble de la population
Durant les travaux, en vue d'établir l'inventaire des actes criminels et des dommages matériels des agresseurs allemands, un total de plus de 7 millions de personnes se manifesta pour prendre part à ceux-ci : des ouvriers, des kolkhoziens, des ingénieurs, des techniciens, des scientifiques, des artistes, des hommes d'église, etc. Les rapports furent établis en conformité avec les instructions données au TchGK quant aux procédures d'enquêtes à respecter pour établir les atrocités des envahisseurs allemands et la mesure des dommages occasionnés.
Plus particulièrement, des instructions pour l'établissement de la liste des atrocités furent précisées lors d'une réunion de la Commission le 31 mai 1943. Celle-ci précisa que les enquêtes devaient être menées par des sections nationales, régionales ou territoriales, mais que dans les régions où n'avaient pas encore été institué un organe local de travail, c'étaient les commandants de l'Armée rouge avec la participation des médecins militaires, qui faisaient fonction d'organes pour les enquêtes.

#### Classement des crimes dans la documentation
Les atrocités commises devaient être établies par des actes basés sur des déclarations de citoyens soviétiques, sur base d'enquêtes auprès des victimes, de témoins, des médecins-experts et sur base d'inspection des lieux d'accomplissements des crimes. À cette fin, il fallait que fussent établis les noms des auteurs d'atrocités : organisateurs, instigateurs, auteurs, complices, avec leur nom de famille, le nom de leur unité ou de l'organisation ou institution dont ils faisaient partie. Les actes devaient également contenir autant que faire se peut une description, la plus précise possible, des crimes accomplis. Il s'agissait d'indiquer le nom de famille, le prénom, le patronyme, le lieu de résidence, établissant qu'ils s'agissait bien de l'auteur des méfaits commis. Aux actes il fallait joindre tous les documents ayant un lien avec l'affaire : les protocoles des interviews, les déclarations de citoyens, les conclusions des experts médicaux, les photographies, les lettres de soviétiques, de déportés en Allemagne, les documents allemands etc. Les actes devaient avoir été établis immédiatement à l'endroit de l'accomplissement des crimes dans le délai d'un mois après la libération du territoire soviétique.
Les membres de la Commission et les collaborateurs du secrétariat se rendirent dans les zones libérées, afin de mettre au point le travail des commissions locales et de contrôler l'exécution de leur travail. Ils menèrent une enquête concernant les tombes et les cadavres, réunirent un grand nombre de déclarations de témoins et de prisonniers libérés des prisons et des camps de concentration, ils obtinrent des renseignements auprès de soldats et officiers capturés, étudièrent les documents ennemis, les photographies et autres preuves des crimes monstrueux.

## Résultats des travaux du TchGK
La TchGK examina et étudia 54 000 actes et plus de 250 000 protocoles d'entretiens avec des témoins et d'enquêtes sur les crimes des nazis. D'après ces documents, rien que sur le territoire de l'Union soviétique, les tortionnaires fascistes tuèrent et torturèrent durant l'occupation des millions de citoyens soviétiques pacifiques et de prisonniers de guerre. La Commission extraordinaire examina 4 millions d'actes sur les dommages provoqués par les occupants et qui s'élèvent à 679 milliards de roubles (en ne tenant compte que des dommages directs). Sur base des matériaux recueillis, la Commission d'État TchGK a établi une liste des auteurs directs parmi les occupants allemands.

## Bilan des travaux de la Commission extraordinaire de l'État (TchGK)
S'appuyant sur de nombreux documents, actes, éléments de preuve, le TchGK publia en son temps 27 rapports sur ses enquêtes.
Il s'agissait de communications sur les crimes des nazis, perpétrés sur le territoire de l'URSS et de la Pologne. La Commission publia également deux volumes de documents.
Ces actes et documents de la Commission de l'État furent un des plus importants moyens de preuve au procès de Nuremberg. Un collaborateur de la Commission fut inclus dans la délégation soviétique au cours du procès : il s'agissait de S.T. Kousmine.
La récolte des matériaux du TchGK fut permise dès 1943, lors de la tenue de la procédure judiciaire pour crimes de guerre devant les tribunaux de Kharkiv et Krasnodar et, un peu plus tard (1945-1946), dans d'autres villes — Kiev, Minsk, Riga, Leningrad, Smolensk, Brianskе, Velikié Louki et d'autres encore.

## Rapports soumis au Tribunal de Nuremberg
L'accusation soviétique a présenté 31 rapports de la Commission extraordinaire d'État (TchGK) en tant que pièces d'accusation devant le Tribunal militaire international de Nuremberg
- URSS-1 Rapport de la Commission extraordinaire de l'État sur les atrocités commises dans la région de Stavropol.
- URSS-2 Rapport de la Commission extraordinaire de l'État sur la destruction de l'industrie etc. dans la région de Stalino (ancien nom de Donetsk)
- URSS-2(a)Rapport de la Commission extraordinaire de l'État sur les crimes commis à Stalino (Donetsk).
- URSS-4 Rapport de la Commission extraordinaire de l'État sur les causes de la diffusion de l'épidémie de typhus
- URSS-5 Rapport de la Commission extraordinaire de l'État sur le "Gross-lazarett" dans la ville de Slavuta
- URSS-6 Rapport de la Commission extraordinaire de l'État sur les crimes commis dans la région de Lvov
- URSS-8 Rapport de la Commission extraordinaire de l'État sur les crimes commis dans le camp de la mort d'Auschwitz Nazi death camps
- URSS-7 Rapport de la Commission extraordinaire de l'État sur les atrocités commises en Lituanie
- URSS-9 Rapport de la Commission extraordinaire de l'État sur les atrocités commises à Kiev
- URSS-29 Rapport conjoint des Polices polonaise et soviétique de la Commission extraordinaire de l'État
- URSS-35 Rapport de la Commission extraordinaire de l'État sur les pertes subies par des entreprises et établissements publics
- URSS-37 Rapport de la Commission extraordinaire de l'État sur les crimes commis dans la ville de Kupiansk
- URSS-38 Rapport de la Commission extraordinaire de l'État sur les crimes commis par les Allemands dans la ville de Minsk
- URSS-39 Rapport de la Commission extraordinaire de l'État sur les atrocités commises en Estonie
- URSS-40 Rapport de la Commission extraordinaire de l'État sur les atrocités de l'Académie russe des sciences (Académie des sciences d'URSS) (Réservation Pouchkine)
- URSS-41 Rapport de la Commission extraordinaire de l'État sur les crimes commis en Lettonie
- URSS-42 Rapport de la Commission extraordinaire de l'État sur les crimes commis dans la ville de Krasnodar et environs
- URSS-43 Rapport de la Commission extraordinaire de l'État Sur les crimes commis à Kharkov et environs
- URSS-45 Rapport de la Commission extraordinaire de l'État sur les crimes commis dans la ville de Rovno et environs
- URSS-46 Rapport de la Commission extraordinaire de l'État sur les crimes d'Orel et environs
- URSS-47 Rapport de la Commission extraordinaire de l'État sur les atrocités commises dans la ville d'Odessa et environs
- URSS-49 Rapport de la Commission extraordinaire de l'État datée du 13 septembre 1944 sur la destruction d'œuvres d'art et de trésors
- URSS-50 Rapport de la Commission extraordinaire de l'État sur la destruction de monuments à Novgorod
- URSS-54 Rapport de la Commission extraordinaire de l'État à la suite d'une commission spéciale soviétique du 24 janvier 1944, relatif à l'assassinat par balle d'officiers polonais prisonniers de guerre dans la forêt de Katyn
- URSS-55 Rapport de la Commission extraordinaire de l'État sur la commission spéciale soviétique sur les crimes commis dans la ville de Krasnodar et environs
- URSS-56 Rapport de la Commission extraordinaire de l'État sur les atrocités commises à Smolensk et environs
- URSS-63 Rapport de la Commission extraordinaire de l'État sur les crimes commis à Sebastopol et autres villes
- URSS-246 Rapport de la Commission extraordinaire d'État concernant la destruction d'édifices religieux
- URSS-248 Rapport de la Commission extraordinaire de l'État concernant la destruction de l'Institut psychiatrique de Kiev
- URSS-249 Rapport de la Commission extraordinaire de l'État concernant les atrocités commises à Kiev
- URSS-279 Rapport de la Commission extraordinaire de l'État concernant les crimes commis dans la ville de Viazma et autres dans la région de Smolensk
- URSS-415 Rapport de la Commission extraordinaire de l'État concernant les crimes commis contre les prisonniers de guerre soviétiques dans le camp de Lamsdorf.

Le rapport, ci-dessus, sur le massacre de Katyń, intitulé URSS-54, apparaît dans la version anglaise de la collection NMT "Blue Series". Les notes de l'éditeur précisent que «l'absence d'une rédaction soviétique rend impossible la publication des documents en russe». En conséquence, les 31 pièces de l'accusation soviétiques incluses dans la collection de documents sont toutes rédigées en anglais ou en allemand.

## Critiques
L'historien allemand Dieter Pohl attire l'attention sur l'interprétation unilatérale de pièces par la Commission extraordinaire d'État (TchGK) et sur le fait que celles-ci n'ont pas encore fait l'objet à ce jour d'études suffisantes.
« 
Il est impossible d'évaluer clairement l'impact sur les résultats des enquêtes réalisées par les organisations régionales communistes et les organes de la sûreté de l'État qui ont travaillé en étroite collaboration avec la Commission extraordinaire de l'État (TchGK)  »
En particulier il saute aux yeux de Dieter Pohl que :
« 
Les évaluations des pertes par les autorités locales ont été fortement prédéterminées au cours de l'enquête. »
Dieter Pohl considère qu'il est regrettable que, selon toute vraisemblance, pour des motifs politiques, l'enquête ait été arrêtée prématurément, puisqu'elle avait déjà cessé en grande partie en 1945. Cependant, il reconnait la richesse des matériaux recueillis par la Commission extraordinaire de l'État (TchGK) qui parfois contiennent aussi des documents allemands.

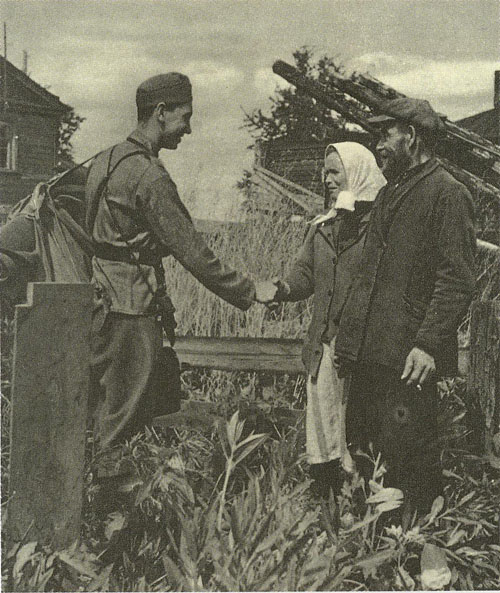
Officier finlandais à Petrozavodsk (1944)

## Communiqués controversés
Certains des rapports préparés par la Commission extraordinaire sont actuellement considérés comme erronés ou falsifiés,. En particulier, le premier rapport publié par la commission le 24 août 1944 intitulé la "Finlande démasquée“. Ce rapport prétendait que la Finlande avait enfermé toute la population soviétique des territoires occupés par elle dans des camps de concentration en Carélie orientale pendant le cours de la guerre de Continuation et que 40 % de cette population était décédée selon les données de la commission soviétique compétente
Une autre falsification concerne le communiqué du 24 janvier 1944 sur le massacre de Katyń, publié sous le titre La Vérité sur Katyn. Ce document, assez long, supposé apporter la « preuve irréfutable » que les fusillades massives des prisonniers polonais avaient été l'œuvre des Allemands. En fait, le crime avait été commis pas les Soviétiques sous les ordres de Staline. La vérité a été révélée par la Commission Katyn (en) internationale et confirmée par des documents soviétiques, qui ont été extraits et rendus public par le Gouvernement de l'Union des républiques socialistes soviétiques en 1990, Ils ont prouvé de manière concluante que 21 857 Polonais internés et prisonniers de guerre ont été exécutés par l'Union soviétique après le 3 avril 1940. En ce compris 14 552 prisonniers de trois camps POV[b] Sur ce total 4 421 officiers furent tués par balle, un par un, au monastère Optina de Kozelsk, 3 820 au camp POV de Starobelsk, et 6 311 dans les installations de Ostashkov. De plus 7 305 Polonais ont été secrètement éliminés en Biélorussie et dans les prisons politiques de l'Ukraine Le chef du NKVD, le général-major P. K. Soprunenko, organisa la « sélection » des officiers polonais qui devaient être massacrés à Katyn ou ailleurs

## Brigades soviétiques des Trophées
Les Russes instituèrent aussi des « Brigades des trophées » au sein de l'Armée rouge qui furent formées en 1942, comme la Commission extraordinaire, et qui étaient responsables du retour d'objets de valeur de l'Allemagne vers l'Union soviétique. L'organisation qui était responsable de la réception et de l'inventaire de ces biens était : “La Commission de Réception et d'Inventaire des trophées de valeurs”, qui fut créée en avril 1945. La commission a été dissoute dès qu'elle fut submergée par le nombre d'objets que les troupes voulaient envoyer en Russie. Au début 1946 on a vu quelque 12 500 caisses de livres et de documents, ainsi que d'autres objets de valeurs provenant des bibliothèques allemandes et destinées au Musée historique d'État à Moscou et au Musée de l'Ermitage à Leningrad et même aux lointains Turkmenistan et Tajikistan. Ces biens furent nationalisés par la Douma russe en avril 1998 sous Boris Yeltsin, qui a en même temps relevé toutes les réclamations sur des biens russes se trouvant encore dans des pays étrangers.
Le concept des Brigades des Trophées consistait à démanteler tout ce qui pouvait être utile à l'Allemagne, et de l'utiliser pour reconstruire l'Union soviétique. “…l'action de démantèlement la plus importante fut menée au début de mars 1946. La Leunawerke, une usine du groupe IG Farben implantée à Mersebourg mit à disposition 30 732 travailleurs et 7 376 autres employés pour aider les 400 officiers soviétiques et les 1 000 à 1 200 soldats de l'Armée rouge à enlever 120 000 tonnes de machines et d'acier. Étaient inclus dans une longue liste d'installations concernées par cet enlèvement : huit compresseurs pour le gaz de synthèse, des installations à grande échelle pour la synthèse du méthanol et diverses machines, appareils, destinés à la production d'essence synthétique. De plus les Soviétiques emportèrent 117 revues et 514 livres de la bibliothèque, soit en tout 1 067 volumes

### Pillage de l'Allemagne
Vladimir Shabinsky, un officier russe qui a fui plus tard vers l'Ouest, a donné sa version personnelle, en tant que membre d'une brigade soviétique de Trophée : «À cette époque 1945, j'étais lieutenant-colonel dans l'Armée rouge. Je travaillais à Berlin pour le «comité spécial» du gouvernement soviétique. Formé à la fin de 1944 et dirigé par Georgy Malenkov, ce comité a été chargé de l'enlèvement des usines, des produits manufacturés, des matières premières, du bétail, des machines agricoles, des engrais, des cultures, des laboratoires, des bibliothèques, des musées, des archives scientifiques, des ingénieurs et des scientifiques de toute l'Europe de l'Est. L'Union soviétique, après des années de guerre dévastatrice, avait désespérément besoin de ces biens et de ces experts. L'union soviétique voulait aussi s'assurer que l'Allemagne ne serait plus jamais une puissance industrielle et militaire. Quand les Américains ont quitté la Saxe (Land) et la Thuringe, le personnel du Comité spécial de Berlin m'a ordonné d'évacuer une usine de ciment de la ville de Nordhausen»

### liens externes
- (ru)  (Photos d'archives russes sur 1/les pertes humaines, 2/ les dégâts, 3/ la vie sous l'occupation. Site intitulé «Victoire», archives russes).